# Аманс (Об)
Аманс (фр. Amance) насеље је и општина у североисточној Француској у региону Шампања-Ардени, у департману Об која припада префектури Бар сир Об.
По подацима из 2011. године у општини је живело 280 становника, а густина насељености је износила 12,24 становника/km². Општина се простире на површини од 22,88 km². Налази се на средњој надморској висини од 160 метара.

## Демографија
| 1962. | 1968. | 1975. | 1982. | 1990. | 1999. | 2011. |
| ----- | ----- | ----- | ----- | ----- | ----- | ----- |
| 296   | 301   | 274   | 238   | 228   | 235   | 280   |

График промене броја становника у току последњих година